# Wapedia
Wapedia là một trang web dạng WAP chuyển tải nội dung của Wikipedia tới các thiết bị di động, như điện thoại di động hay PDA. Wapedia, từ ghép tắt của WAP và Wikipedia, được Florian Amrhein tạo ra bằng ngôn ngữ Portmanteau và được Taptu điều hành.
Wapedia cung cấp cho người đọc hầu hết các mục từ của Wikipedia, chẳng hạn như: các bài viết chọn lọc, hình ảnh chọn lọc, mục bạn có biết, và bài ngẫu nhiên... Tuy nhiên, các mục từ ở Wapedia không thể sửa như ở Wikipedia nên Wapedia không cung cấp tài khoản cho người sử dụng.
Từ ngày 4 tháng 11 năm 2013, trang này đã ngừng hoạt động và được thay thế bởi Wikipedia cho Thiết bị Di động.